# Отсо Віртанен
Отсо Віртанен (фін. Otso Virtanen, нар. 3 квітня 1994, Турку) — фінський футболіст, воротар клубу «КуПС».
Виступав, зокрема, за клуби «Марієгамн» та «Гіберніан», а також молодіжну збірну Фінляндії.
Чемпіон Фінляндії. Володар Кубка Шотландії.

## Клубна кар'єра
Народився 3 квітня 1994 року в місті Турку. Вихованець футбольної школи клубу «ТПС». Дорослу футбольну кар'єру розпочав 2011 року в основній команді того ж клубу, в якій того року взяв участь в одному матчі чемпіонату. 
Протягом 2011—2012 років захищав кольори клубу «АІФК».
Своєю грою за останню команду привернув увагу представників тренерського штабу клубу «Марієгамн», до складу якого приєднався 2013 року. Відіграв за команду з Марієгамна наступні три сезони своєї ігрової кар'єри. Більшість часу, проведеного у складі «Марієгамна», був основним голкіпером команди.
У 2016 році уклав контракт з клубом «Гіберніан», у складі якого провів наступний рік своєї кар'єри гравця. 
До складу клубу «КуПС» приєднався 2017 року. Станом на 18 січня 2021 року відіграв за команду з Куопіо 105 матчів у національному чемпіонаті.

## Виступи за збірні
У 2013 році дебютував у складі юнацької збірної Фінляндії (U-20), загалом на юнацькому рівні взяв участь у 3 іграх, пропустивши 3 голи.
Протягом 2014–2016 років залучався до складу молодіжної збірної Фінляндії. На молодіжному рівні зіграв у 17 офіційних матчах, пропустив 14 голів.

## Титули і досягнення
- Чемпіон Фінляндії (1):

«КуПС»: 2019
- Володар Кубка Фінляндії (4):

«Марієгамн»: 2015
«КуПС»: 2021, 2022
«Ільвес»: 2023
- Володар Кубка Шотландії (1):

«Гіберніан»: 2015-2016